# Neuroquímica
La neuroquímica és una branca de la neurociència que s'encarrega de l'estudi dels neuroquímics.
Un neuroquímic és una molècula orgànica que participa en l'activitat neuronal. Aquest terme és emprat amb freqüència per referir-se als neurotransmissors i altres molècules com les drogues neuro-actives que influeixen la funció neuronal.